# 宝塚市立西谷小学校
宝塚市立西谷小学校（たからづかしりつ にしたにしょうがっこう）は、兵庫県宝塚市大原野字石保に所在する公立小学校。

## 沿革
公式HP「沿革」による。
- 1873年（明治6年）10月7日 - 中部正覚寺本堂にて帰来小学校として開校。
- 1878年（明治11年）10月 - 南部小学校と改称。
- 1887年（明治20年）4月 - 南部簡易小学校と改称。
- 1898年（明治31年）9月2日 - 西谷尋常小学校と改称。
- 1941年（昭和16年）4月1日 - 西谷国民学校と改称。
- 1947年（昭和22年）4月1日 - 西谷村立西谷小学校と改称。
- 1950年（昭和25年）9月30日 - 校歌制定（作詞:小南善信、作曲:水谷和久）。
- 1955年（昭和30年）3月14日 - 西谷村が宝塚市に編入され、宝塚市立西谷小学校と改称。
- 2004年（平成16年）1月 - 全国交通安全優良学校賞受賞。
- 2010年（平成22年）1月 - 全日本交通安全協会優良校表彰。
- 2025年（令和7年）4月1日 - 小規模特認校に指定。

西谷校区は児童数の減少が著しく、2022年度には宝塚市で初の複式学級の設置に至った。小規模化への対応として2025年度より特認校に指定されることとなった。

## 通学区域
- 大字上佐曽利、下佐曽利、香合新田、長谷、芝辻新田、大原野、波豆、境野、玉瀬、切畑、切畑字長尾山（宝塚・長尾・売布・中山台・長尾台小学校区を除く)[4]

宝塚市立西谷中学校（同一敷地内）と校区が一致する。小規模特認校指定により、2025年度からは所定の手続きを踏めば市内全域から通学可能となる。

## 通学区域が隣接している学校
- 宝塚市立宝塚小学校
- 宝塚市立中山台小学校
- 宝塚市立山手台小学校
- 宝塚市立長尾小学校
- 宝塚市立長尾台小学校
- 川西市立明峰小学校
- 川西市立多田小学校
- 川西市立けやき坂小学校
- 川西市立清和台南小学校
- 川西市立清和台小学校
- 猪名川町立つつじが丘小学校
- 猪名川町立猪名川小学校
- 猪名川町立白金小学校
- 猪名川町立楊津小学校
- 猪名川町立大島小学校
- 三田市立高平小学校
- 三田市立志手原小学校
- 三田市立三輪小学校
- 神戸市立道場小学校
- 西宮市立名塩小学校
- 西宮市立東山台小学校